# 영구 기관

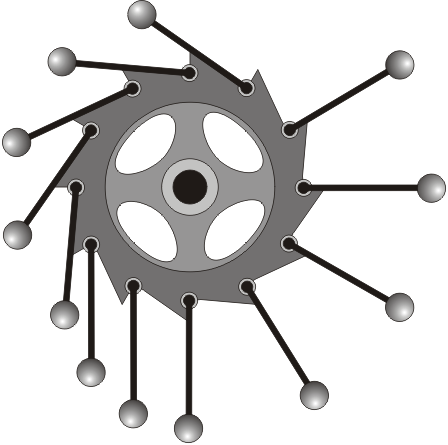
불균형 바퀴

영구 기관(永久機關, 영어: perpetual motion machine, PMM)은 한 번 외부에서 동력을 전달 받으면 더 이상의 에너지 공급 없이 스스로 영원히 운동하거나 작동하며 일을 한다는 가상의 기관이다.
어떤 기관을 영구기관이라고 부르기 위한 조건에는 다음의 3가지가 있다. "첫째, 외부에서 에너지를 공급받지 않고 계속 일을 할 수 있어야 한다. 둘째, 계속 일을 하기 위해서 순환과정으로 이루어져야 하며 1회 순환이 끝나면 처음 상태로 되돌아와야 한다. 셋째, 순환과정이 한번 반복될 때마다 외부에 일정량의 일을 해야 한다." 이 세 가지 조건을 모두 만족해야 영구기관이라고 말할 수 있다.
영구기관의 고안자들은 그저 영원히 움직이는 것 뿐만 아니라 이러한 운동을 통한 에너지를 다른 일에 사용할 수 있다고 주장한다.

## 역사
영구 기관에 대한 관심은 그리스 시대까지 거슬러 올라간다. 이러한 관심은 인류가 사람의 일을 대신하는 기계를 만들면서부터 시작되었다. 떨어지는 물이 있어야 작동하는 물레방아는 물이 없는 곳으로 옮겨서 사용할 수 없고, 바람이 불지 않으면 풍차는 작동하지 않으며, 수레나 마차는 사람이나 동물이 끌어줘야 한다. 하지만 사람들은 동력의 공급없이 영원히 일하는 기계에 대한 관심을 가졌다.
영구 기관의 역사는 과학의 역사와 그 궤적을 같이 한다. 특히 '에너지'라는 개념과 많은 관련이 있다. 일상적인 개념으로서의 에너지가 아닌 과학적 개념으로서의 에너지는 불과 150년 전에 성립된 개념이며 에너지 보존법칙(열역학 제1법칙)은 19세기 중반에 와서야 널리 인정되었다. 에너지 보존법칙이 학계에서 널리 인정된 이후부터는 영구기관을 만들려는 시도를 하는 물리학자는 단 한명도 없었다.
그 이전에는 수학자나 물리학자들 중에서도 영구기관을 만들려고 노력한 사람이 있었다. 인도의 수학자이며 천문학자인 바스카라(Bhaskara, 1114~85)는 1150년경 그의 저서에서 영구기관에 관해 언급하였다. 바스카라의 영구기관은 속이 비어있는 부메랑 모양의 바퀴 축에 수은을 절반정도 넣어 중력의 영향으로 바퀴의 영구운동이 계속 되도록 고안한 것이다. 이러한 생각은 인도에서 아라비아로 전해졌고 그것이 다시 유럽에 전해지면서 유럽에서도 다양한 종류의 연구가 이루어졌다.
15세기에 레오나르도 다 빈치는 마드리드 수기에 영구 기관을 연구하는 사람들을 비판한 바 있다. 레오나르도는 데생을 통하여 영구 운동이 불가능함을 잘 표현하고 있다. 레오나르도는 이 책에서
'영구 운동에 대한 연구는 가치가 없는 일에 대한 인류의 망상일 뿐이라고 생각한다. ...(중략)... 일찍이 나는 많은 사람들이 분별력 없이 한밑천 잡으려는 꿈에 부풀어 베네치아로 모여드는 것을 목격하였다.'

라며 영구기관에 대한 부정적 견해를 밝히고 있다.(각주의 책에서 재인용) 이는 영구기관에 대한 사람들의 관심이 얼마나 많았는지를 역설적으로 보여준다.
16세기부터는 영구 기관에 대한 상당히 깊이있는 연구가 진행되었다. 이 시기 까지는 아직 에너지에 대한 과학적 개념이 확립되지 않았으며 따라서 과학적으로 영구기관이 불가능함을 증명해 낼 수 없었다. 17세기에 뉴턴의 운동법칙이 발표되면서 영구운동과 영구기관에 대한 개념이 분리되었다. 그 이전까지는 영원히 운동하는 물체를 만들면 이 물체를 이용해서 영구기관을 만들 수 있다고 생각하였다. 하지만 뉴턴의 운동법칙은 영구 운동 기관이 외부에 일을 하는 과정에서 외부로부터 힘을 받게 되고, 이 힘에 의해 운동이 멈춘다는 것을 밝혀냈다. 이때부터 영구운동과 영구기관의 개념이 분리되었다.
19세기에 줄, 헬름홀츠, 마이어 등에 의해 에너지 보존법칙이 제안되었고 영구 기관이 에너지 보존법칙에 위배되므로 현실적으로 불가능한 일임이 밝혀졌다.
그 이후 영구 기관을 만들려는 과학자들은 나오지 않았지만 과학을 잘 모르거나 에너지 보존법칙을 인정하지 않는 사람들에 의해 영구 기관은 끊임없이 연구되었다. 에너지 보존법칙을 인정하더라도, 에너지가 보존되고 다른 형태의 에너지로 전환이 가능하다면 한번 쓴 에너지를 다시 회수하여 일을 할 수 있지 않을까 하는 생각을 할 수 있다. 이런 생각으로 고안해낸 영구 기관을 제 2종 영구 기관이라고 하며 이는 열역학 제 2법칙에 의해 불가능함이 이미 밝혀졌다.

## 종류

### 제1종 영구 기관
1종 영구 기관은 열역학 제1법칙에 위배되는 영구기관을 말한다. 에너지 보존법칙에 의해 어떠한 기관도 공급한 에너지보다 많은 일을 할 수 없다. 단열  상태가 아니라면 에너지 공급없이 외부로 일을 하는 것은 불가능하다. 수차(물레방아) 모형이 1종 영구기관의 대표적인 예인데, 이 영구기관은 떨어지는 물을 이용해서 수차를 돌리고 이 수차가 떨어진 물을 다시 위로 퍼올림과 동시에 외부에 일을 하도록 설계되어 있다. 수차는 물의 위치에너지를 이용하여 바퀴를 돌리고, 이 바퀴와 연결된 장치가 외부에 일을 하게 된다. 이때 물은 바닥으로 떨어지면서 위치에너지의 변화가 생기고 이 변화량의 일부가 일에 쓰인다. 수차 영구 기관이 실제로 작동하려면 떨어진 물을 계속 원래의 높이로 퍼올려야 하는데 이것이 에너지 보존법칙에 위배된다. 물을 원래 높이로 퍼올린다면 물의 위치에너지 변화는 없게되므로 일에 쓰일 수 있는 에너지가 공급되지 않는다. 게다가 수차의 마찰과 저항에 의해 손실된 에너지가 존재하므로 물을 원래 높이까지 퍼 올리는 것부터 불가능한 일이다.

### 제2종 영구 기관
2종 영구 기관은 열역학 제2법칙에 위배되는 영구 기관을 말한다. 영구 기관이 에너지 보존법칙을 만족하더라도 자연계의 에너지는 그 흐름의 방향이 정해져 있다. 열역학 제2법칙은 그러한 에너지의 흐름에 대해 설명하는 물리 법칙이다. 2종 영구 기관의 대표적인 예로는 바닷물의 에너지를 이용한 기관이 있다. 섭씨 10도인 바닷물도 열에너지를 가지고 있다. 이 에너지를 이용하는 영구기관은 우선 바닷물을 퍼 올려서 바닷물에서 추출한 열에너지를 이용해서 기관을 돌리고 일을 한다. 그 다음 열에너지를 뽑아낸 바닷물은 버리고 새 바닷물을 다시 퍼 올리는데, 바닷물은 바다에서 무한정 구할 수 있으므로 이 에너지를 이용하면 기관은 계속 일을 할 수 있다.
하지만 열역학 제2법칙에 의하면 똑같은 에너지라도 유효한 에너지가 있고 그렇지 않은 에너지가 있다. 전자의 예로는 증기기관을 작동시킬 수 있는 끓는 물이 가진 에너지가 있으며, 바닷물의 에너지는 후자에 속한다. 물의 온도를 낮추어 얼음으로 만들기 위해서는 외부에서 일을 해 주어야 하며 바닷물이 스스로 에너지를 방출하면서 차가워지는 일은 일어나지 않는다. 따라서 위의 영구기관은 만들 수 없다. 이것이 열역학 제2법칙에서 말하는 에너지 흐름의 방향성이다.

## 영구 기관을 믿는 사람들
18세기 초에 영구 기관을 이용한 희대의 사기극이 일어났다. 이 사기극에 이용된 영구 기관은 1종 영구기관으로 오르피레우스가 만든 자동바퀴이다. 지름 4미터의 큰 톱니바퀴에 네 개의 추를 달아 경사지게 설치한 이 장치는 이론적으로도 영구운동이 불가능 했으나 오르피레우스는 기계의 주요 부분을 교묘하게 가린 후 사람을 숨겨서 밧줄로 움직이게 하여 영구기관처럼 보이게 했다. 당시에는 상류층의 사람들이 예술가나 탐험가들의 후원자 노릇을 하는 풍조가 있었는데 오르피레우스는 자신이 만든 가짜 영구기관을 보여주며 그들의 환심을 샀다. 그는 이 영구기관을 들고 상류층의 여러 사람들을 설득하였고 그들의 원조를 받아 사치스러운 생활을 보냈다고 한다.
19세기 중반 에너지 보존법칙이 사람들 사이에서 인정받은 후에도 영구 기관을 믿는 사람들은 끊이지 않았다. 19세기 말에 존 키리에 의해 설립된 키리 모터 회사와 관련한 사기사건도 그 예 중 하나이다. 존 키리가 만든 장치 역시 사람들 몰래 에너지를 공급했으며 여기에 많은 사람들이 속아 넘어갔다. 사람들은 존 키리가 죽을 때까지 자신들이 속았다는 사실을 몰랐다.
또한, 21세기 들어서 대한민국에서도 이러한 일이 일어났다. 2007년 6월 SBS 뉴스 보도에 의하면 아무런 연료가 필요 없이 무한대로 전기를 만들어 낼 수 있는 발전기가 나왔다며 사람들에게 사기를 친 다단계 업체가 발각되었다. 회사측은 자신들이 제작한 영구기관이 선풍기에 5개월째 동력을 공급하고 있다고 주장하였으나 그 기계는 결국 자동차 배터리에 의해 작동된다는 것이 밝혀졌다.
그밖에도 영구기관과 관련한 신문 잡지의 과학기사가 나오면 댓글 달기로 해당 기사의 허구성을 설파하고 자신들은 자연 법칙에 따르는 영구 기관을 개발하였다는 주장을 하는 사람들이 많이 있다. 그러한 사람들은 자신의 영구기관에 투자를 할 사람들을 모집하는 웹 사이트 주소를 남기는 등 과학적 근거가 없는 주장으로 사람들을 현혹시키는 일에 노력을 쏟고 있다.
영구 기관에 대한 이러한 믿음은 영구기관을 개발하기만 하면 엄청난 돈을 벌 수 있다는 일확천금에 대한 욕망, 또는 에너지 문제를 해결하겠다는 순수한 발명가적 열망에서 비롯된다. 과학적 지식은 진리가 아니며 항상 변해간다는 과학의 본질에서 비롯된 일말의 가능성에 기대를 거는 사람도 있을 수 있다. 하지만 이 가능성을 이야기하는 일부 과학자들도 만에 하나 열역학 법칙이 깨지게 되더라도 아주 미시적인 세계에서 일어날 것이며 실제 생활에서 영구기관이 발명되어 쓰일 수 있는 가능성은 없다고 말하고 있다.

## 특허
현재까지도 세계의 특허청에는 영구기관을 발명했다는 제보와 함께 특허신청이 이어지고 있다. 프랑스에서는 1775년에 이미 영구 기관과 관련한 제안은 특허신청 자체를 할 수 없게 했으며 미국 특허청 특허 심사 절차 매뉴얼 608.03항에는 일반적인 경우 특허 신청시 작동 가능한 실제 장치는 제출하지 않아도 되나 영구 기관에 대한 신청에는 예외를 두어 작동 가능한 실제 기관을 제출 하도록 요구할 수 있게 되어있다.
"With the exception of cases involving perpetual motion, a model is not ordinarily required by the Office to demonstrate the operability of a device. If operability of a device is questioned, the applicant must establish it to the satisfaction of the examiner, but he or she may choose his or her own way of so doing."
영국의 경우에도 특허청 심사 지침에서 영구 기관과 같은 자연법칙에 위배되는 특허는 산업적 활용가치가 없어 인정하지 않는다고 못박아 두었다.
"4.05 Processes or articles alleged to operate in a manner which is clearly contrary to well-established physical laws, such as perpetual motion machines, are regarded as not having industrial application, as was held in Paez's Application (BL O/176/83) and Webb's Application (BL O/84/88)."
대한민국은 영구 기관에 대한 규정이 특별히 마련되어 있지 않으나, 특허법 제 29조 1항의 '산업상 이용할 수 있는 발명을 특허로 인정한다.'는 규정을 근거로 영구 기관 심사를 하지 않고 있다. 대한민국 특허청 웹사이트에서 영구기관으로 검색하면 보도자료 및 영구기관 특허 출원 신청 현황 등을 볼 수 있다.

## 같이 보기
- 열역학
- 영구 기관의 역사(영어판)
- 물로 가는 차(영어판)
- 초광속

## 참고 문헌
- 오노 슈, 에너지로 따져 보는 현대물리학(영구기관에서 현대 우주론까지), 1998, 아카데미 서적. ISBN 89-7616-318-4.
- 스즈키 다쿠지, 맥스웰의 도깨비(확률에서 물리학으로), 김명수 옮김, 1979, 전파과학사. ISBN 89-7044-003-8.